# Apicia impexaria
Apicia impexaria är en fjärilsart som beskrevs av Achille Guenée 1858. Apicia impexaria ingår i släktet Apicia och familjen mätare. Inga underarter finns listade i Catalogue of Life.